# Illies

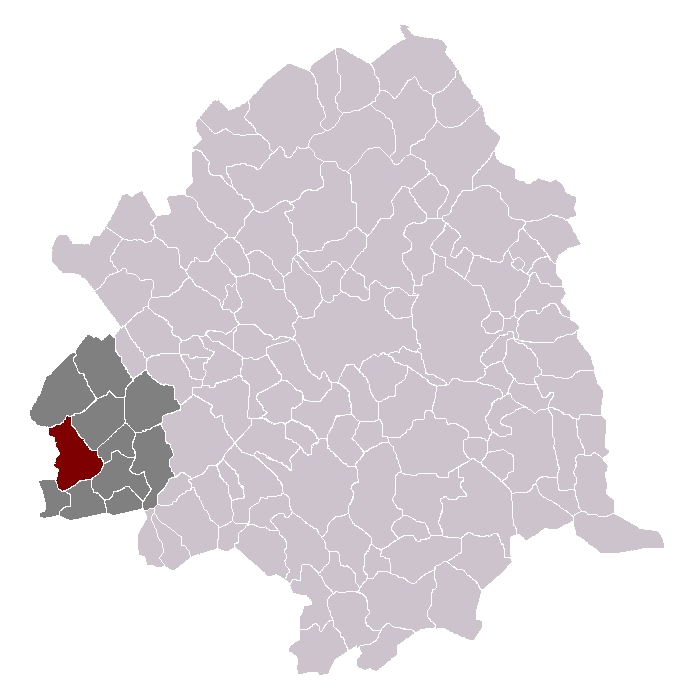
Ubicació d'Illies dins del cantó i el districte

Illies és un municipi francès, situat a la regió dels Alts de França, al departament del Nord. L'any 2006 tenia 1.388 habitants. Limita al nord amb Aubers, al nord-est amb Herlies, al sud-est amb Marquillies, al sud amb Salomé, al sud-oest amb La Bassée i a l'oest amb Lorgies.

## Demografia
| 1962                                       | 1968  | 1975  | 1982  | 1990  | 1999  | 2006  |
| ------------------------------------------ | ----- | ----- | ----- | ----- | ----- | ----- |
| 1.198                                      | 1.236 | 1.156 | 1.083 | 1.194 | 1.258 | 1.388 |
| Des de 1962: població sense dobles comptes |       |       |       |       |       |       |

## Administració
| Període | Identitat     | Partit |
| ------- | ------------- | ------ |
| 2001-   | Daniel Hayart | PS     |